# Zakhar Tchernychev
 (novembre 2024).
Pour les articles homonymes, voir Tchernychev.
Le comte Zakhar Grigorievitch Tchernychev ou Tchernychiov ( en russe : Захар Григорьевич Чернышёв), né le 18 mars 1722, décédé le 29 août 1784, est un maréchal et homme politique russe, franc-maçon, président du Collège de Guerre de 1763 à 1774, gouverneur de Moscou.

## Biographie
Fils aîné de Grigori Tchernychev, l'un des généraux de Pierre le Grand. Zakhar Grigorievitch Tchernychev entra dans l'armée en 1735. Après avoir effectué une mission diplomatique à Vienne et un passage à la Cour, il occupa, lors de la guerre de Sept Ans (1756-1763), la fonction de commandant d'un corps d'armée russe composé de 20 000 soldats. Il eut sous ses ordres son frère cadet, le comte Ivan Grigorievitch Tchernychev (1726-1797) (nommé en 1796 maréchal et amiral de l'Empire). À la tête de son corps d'armée il prit possession de Berlin.
Après l'accession au trône de Pierre III (1761) (né duc de Holstein, il était germanophone et grand admirateur de Frédéric le Grand), il reçut l'ordre de se joindre aux troupes prussiennes (mai 1762). Avec l'armée de Frédéric II de Prusse, le comte Tchernychev tomba sur les troupes autrichiennes commandées par le maréchal comte Leopold Joseph von Daun près de Burkersdorf. Frédéric II avait déjà donné des ordres concernant l'attaque des troupes autrichiennes lorsque Tchernychev reçut celui de se désengager. Toutefois, à la demande du roi de Prusse, il participa à la victoire prussienne lors de la bataille de Burkersdorf le 21 juillet 1762.
Le comte Tchernychev participa avec sept autres membres à la réforme du Sénat russe du 17 avril 1763.
La Grande Catherine nomma le comte Tchernychev, président du Conseil militaire et maréchal d'Empire en 1773. Les succès remportés par le comte comme administrateur provoquèrent la jalousie du prince Potemkine, en outre, le prince convoitait la fonction de président du Collégium de Guerre, ce dernier réussit à convaincre Catherine II d'éloigner le comte de la Cour. Il fut démis de ses fonctions en 1774 et chargé d'administrer la Russie blanche arrachée à la Pologne par Potemkine lors de la Première partition (1772). Le comte eut également à charge la réforme de l'administration régionale dans toute la Russie impériale.

## Distinctions
- 1761: Ordre de l'Aigle blanc

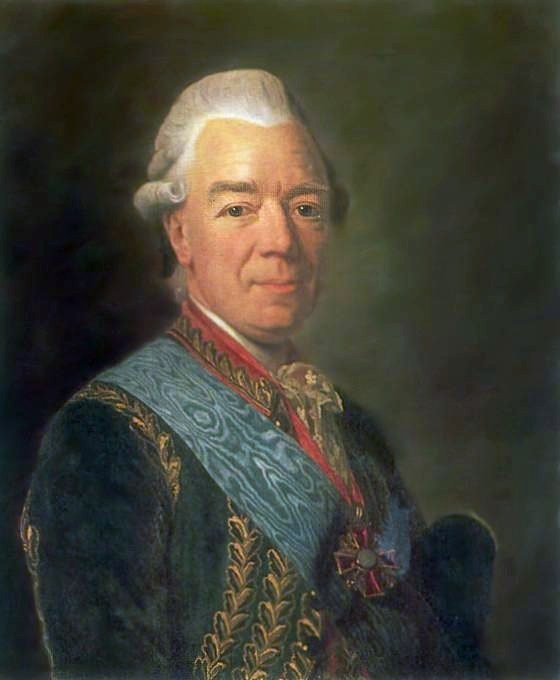
Zakhar G. Tchernychev

- 24 novembre 1782 : Ordre de Saint-Vladimir (1re classe)

## Filmographie
- Le Grand Roi : film historique allemand, où le rôle de Tchernychev est interprété par Paul Wegener

## Sources
- Catherine II d'Hélène Carrère d'Encausse